# Parc Nacional de Salamajärvi
El Parc Nacional de Salamajärvi (en finès Salamajärven kansallispuisto) és un parc nacional de Finlàndia, a cavall entre les regions de Finlàndia Central (municipis de Kivijärvi i Kinnula) i Ostrobòtnia Central (municipi Perho). L'any 2013 va rebre 14.700 visitants i el 2016 en va rebre 15.700.

## Geografia

### Ubicació
El parc està situat al centre-oest del país, al cor de Suomenselkä, una àrea de morrenes que marca la separació entre la  regió dels Llacs i les planes agrícoles d'Ostrobòtnia i la formació de la línia divisòria de les aigües entre els rius que flueixen cap al Golf de Botnia i els que s'uneixen al Golf de Finlàndia. Els pobles més propers, Kivijärvi i Perho, tots dos distants de 20 km, són els centres administratius de petites comunitats rurals escassament poblades. El parc és al cor d'una vasta zona salvatge. Cap ciutat de més de 5 000 habitants es troba a menys de 60 km del parc, i les capitals regionals i les principals ciutats més properes Jyväskylä, Kokkola i Seinäjoki, són totes gairebé més enllà de 150 km.

### Vida silvestre
Un dels habitants més coneguts del parc és el ren dels boscos, de la subespècie Rangifer tarandus fennicus. Després de la seva desaparició de la regió durant gairebé un segle, un programa de reintroducció posat en marxa l'any 1979 va permetre la repoblació de la zona nord de Suomenselkä, on viuen actualment 1000 rens. Els rens són principalment visibles al parc a la primavera i l'estiu, nombrosos ramats migren cap a d'altres pastures abans de l'hivern.

## Història

### Poca presència humana
A causa de la pobresa dels sòls, inhàbils per a l'agricultura, el nord de Suomenselkä mai ha suportat gran població i encara menys concentració urbana significativa. Els primers assentaments permanents no han estat fundats abans del segle xvi, i fins i tot encara, l'estil de vida dels habitants es va mantenir seminòmada durant unes dècades. L'artigatge permetia minses collites de sègol o d'ordi. El principal producte d'exportació del segle xvii al segle xix és el quitrà de pi produït a partir dels nombrosos pins de la regió.

### Programes de reintroducció
La molt baixa densitat de l'àrea nord de Suomenselkä en feia un lloc ideal per a la reintroducció d'espècies extingides en la meitat sud de Finlàndia. L'any 1979, són els rens de bosc, 2 mascles i 8 femelles de Kainuu, que hi són reintroduïts. L'espècie havia estat declarada extingida a Finlàndia, amb l'excepció d'una petita zona fronterera de Rússia des dels primers anys del segle xx. La progressió creixent de la població va portar a la creació del parc nacional l'any 1982. En el transcurs dels anys 90, és el torn dels goluts a ser reintroduïts amb èxit.